# Drometrizol
Drometrizol (UV-P) ist ein Alterungsschutzmittel aus der Klasse der 2-(2-Hydroxyphenyl)-2H-benzotriazole.

## Eigenschaften
Drometrizol ist ein brennbarer, schwer entzündbarer, weißer bis gelblicher geruchloser Feststoff, der praktisch unlöslich in Wasser ist.

## Verwendung
Drometrizol wird in der Kosmetik als UV-Absorber und Stabilisator in Kunststoffen, Polyester, Cellulosen, Acrylate, Farbstoffe, Gummi, Kunst- und Naturfasern, Wachse, Waschlaugen und Klebstoffen verwendet. Außerdem wird es in Haar- und Nagelpflegeprodukten eingesetzt. In Muttermilchproben aus China war UV-P derjenige UV-Filter mit den höchsten Konzentrationen.
Das Siloxan-Derivat Drometrizoltrisiloxan wird in Sonnencremes und Make-up eingesetzt.

## Gefahrenbewertung
UV-P hat in aquatischen Nahrungsnetzen ein hohes Bioakkumulationspotential.